# Успанов, Кабаш Распаевич
Кабаш Распаевич Успанов (1915, Астраханская губерния — 1970, Алма-Ата) — советский политический и общественный деятель.

## Биография
Окончил Высшую партийную школу в Москве (1949).
В 1942—1952 годах — второй секретарь Западно-Казахстанского, Джамбулского областного комитетов ВКП(б)
В 1952—1955 гг. — председатель исполнительного комитета совета трудящихся депутатов Северо-Казахстанской области.
В 1956—1958 гг. занимал должность председателя исполнительного комитета совета депутатов трудящихся Южно-Казахстанской области.
В 1967—1970 — заместитель министра сельского строительства Казахской ССР.
Скончался 27 ноября 1970 года, похоронен на Центральном кладбище Алма-Аты.